# Arrondissement de Pankow
Pour les articles homonymes, voir Pankow.
Pankow [ˈpaŋko]  est le 3e arrondissement administratif (Bezirk), au nord de Berlin. Il est né en 2001 de la fusion des anciens districts de : Prenzlauer Berg, Weißensee et Pankow.
Il a été le principal quartier résidentiel des dirigeants de l'ancienne RDA.

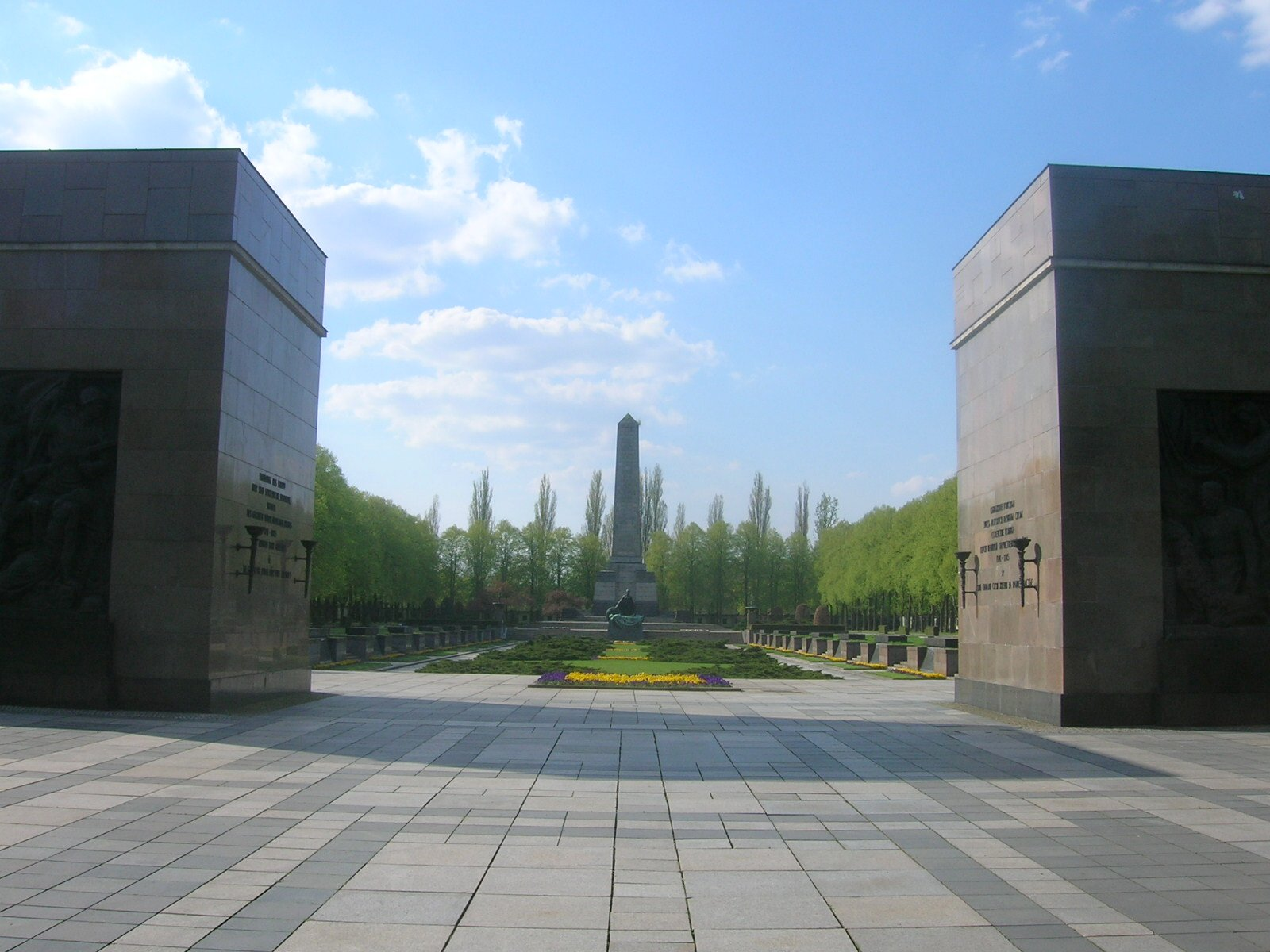
Mémorial de Schönholz à Pankow

## Quartiers
Depuis la réforme de 2001, Pankow est subdivisé en 13 quartiers (Ortsteil) :
| Quartier                         | Superficie (km²) | Population (01/2017) | Densité (hab/km²) | Carte                  |
| -------------------------------- | ---------------- | -------------------- | ----------------- | ---------------------- |
| (0301) Prenzlauer Berg           | 10,95            | 161 061              | 14 702            | District map of Pankow |
| (0302) Weißensee                 | 7,93             | 52 687               | 6 644             | District map of Pankow |
| (0303) Blankenburg               | 6,08             | 6 810                | 1 120             | District map of Pankow |
| (0304) Heinersdorf               | 3,95             | 7 388                | 1 870             | District map of Pankow |
| (0305) Karow                     | 6,65             | 19 231               | 2 892             | District map of Pankow |
| (0306) Stadtrandsiedlung Malchow | 5,68             | 1 138                | 200               | District map of Pankow |
| (0307) Pankow                    | 5,66             | 62 659               | 11 070            | District map of Pankow |
| (0308) Blankenfelde              | 13,35            | 2 116                | 159               | District map of Pankow |
| (0309) Buch                      | 18,20            | 15 613               | 860               | District map of Pankow |
| (0310) Französisch Buchholz      | 12,03            | 20 841               | 1 732             | District map of Pankow |
| (0311) Niederschönhausen         | 6,49             | 31 029               | 4 081             | District map of Pankow |
| (0312) Rosenthal                 | 4,90             | 9 329                | 1 904             | District map of Pankow |
| (0313) Wilhelmsruh               | 1,37             | 7 504                | 5 477             | District map of Pankow |
| Arrondissement de Pankow         | 103,07           | 397 406              | 3 858             | District map of Pankow |

## Politique

Les 55 délégués élus pour la période 2016-2021 et leurs couleurs partisanes respectives :
Die Linke 13
SPD 12
Grüne 12
CDU 8
AfD 8
FDP 2

Le conseils d'arrondissement sont nommés par 55 délégués bénévoles élus pour cinq ans. La dernière élection a eu lieu le 18 septembre 2016, en parallèle des élections législatives.

### Maires successifs depuis 2001
| Mandat      | Maire d'arrondissement | Parti |
| ----------- | ---------------------- | ----- |
| 2001 - 2002 | Alex Lubawinski        | SPD   |
| 2002 - 2006 | Burkhard Kleinert      | PDS   |
| 2006 - 2016 | Matthias Köhne         | Grüne |
| depuis 2016 | Sören Benn             | Linke |